# Nathan Abbey
‎
Nathanael »Nathan« Abbey, angleški nogometaš in trener, * 11. julij 1978, Islington, London, Anglija, Združeno kraljestvo.
Abbey je upokojeni nogometni vratar. Njegov brat je Zema Abbey.